# Dirk Kempthorne
Dirk Kempthorne (San Diego, 1951. október 29. –) az Amerikai Egyesült Államok szenátora (Idaho, 1993–1999).